# أنجلو رودريغيز
أنجلو رودريغيز (بالإسبانية: Ángelo Rodríguez) هو لاعب كرة قدم كولومبي في مركز الهجوم، ولد في 4 أبريل 1989 في سان أندرس في كولومبيا. لعب مع أتلتيكو كالي.

## وصلات خارجية
- أنجلو رودريغيز على موقع قاعدة بيانات كرة القدم.إي يو (الإنجليزية)
- أنجلو رودريغيز على موقع بيانات كرة القدم. دي إي (الألمانية)
- أنجلو رودريغيز على موقع Soccerway.com (الإنجليزية)